# Santa Fe (Schiffstyp)
Von dem Mehrzweckfrachtschiffstyp Santa Fe der Schiffbaugruppe Astilleros Espanoles wurden in den 1970er Jahren rund 50 Schiffe gebaut.

## Einzelheiten
Der Schiffstyp wurde Ende der 1960er Jahre von Astilleros Espanoles entwickelt und bis Ende der 1970er Jahre auf mehreren Werften in den Varianten Santa Fe 77, Santa Fe 80 und Santa Fe 82 gebaut.
Die rund 159 Meter langen und 22,80 Meter auf Spanten breiten Schiffe besaßen fünf Laderäume mit Zwischendeck und einem Schüttgutvolumen von 29.230 m3 und einen Ballenraum von 27.400 m3. Der als Standard verbaute Sulzer 5RTA 58 Zweitakt-Hauptmotor leistete 9600 PS und ermöglichte eine Geschwindigkeit von etwa 15 Knoten, auf Wunsch erhielten die Schiffe Motoren des Typs Sulzer 5RND 68M mit 9500 PS, bzw. leistungsstärkere Sulzer 7RLB 56 mit 10.500 PS Leistung, die höhere Geschwindigkeiten ermöglichten. Der Grundentwurf der Schiffe mit achtern angeordneten Aufbauten und vier elektrohydraulischen 16-Tonnen Schiffsdrehkränen (wahlweise auch vier 25-Tonnen Schiffsdrehkräne, 5/10-Tonnen-Ladegeschirr und Schwergutbäumen mit 40, 60 oder 100 Tonnen Tragfähigkeit) unterschied sich nicht grundlegend von zeitgenössischen Liberty-Ersatzschiffen wie beispielsweise dem japanischen Typ Freedom.

## Die Schiffe (Auswahl)
| Die Frachtmotorschiffe des Typs Santa Fe | Die Frachtmotorschiffe des Typs Santa Fe | Die Frachtmotorschiffe des Typs Santa Fe | Die Frachtmotorschiffe des Typs Santa Fe  | Die Frachtmotorschiffe des Typs Santa Fe          | Die Frachtmotorschiffe des Typs Santa Fe |
| Bauname                                  | Stapellauf/ Ablieferung                  | IMO-Nr.                                  | Bauwerft/ Baunummer                       | Auftraggeber                                      | Umbenennungen und Verbleib |
| ---------------------------------------- | ---------------------------------------- | ---------------------------------------- | ----------------------------------------- | ------------------------------------------------- | --- |
| David, Marquess of Milford Haven         | Oktober 1970                             | 7020621                                  | Ast. Espanoles, Bilbao/ 239               | Sea Victory Cia. Nav.                             | 1973 Good Helmsman, 1978 Good Wind, am 12. September 1984 in Khor Musa durch irakische Raketen in Brand geschossen, am 14. November 1985 zum Abbruch in Gadani eingetroffen                                                                                    |
| Jocelyne                                 | 1970                                     | 7026883                                  | Ast. Espanoles, Bilbao/ 240               | Tatuani Shipping Company                          | 1980 Panagia Myrtidiotissa, 1984 Paphos, 1988 Hua Feng, 1991 Yao Sheng, 1993 Golden Immensity, 1995 Anlinda |
| Faith Euskalduna                         | 12. Dezember 1970/ 1971                  | 7039672                                  | Ast. Espanoles/ 241                       | Aegis Shipping Company, Athen                     | aufgelegt bis Mai 1972 Aegis Stoic, 1985 Rinio, 1988 Margot, ab Juni 1991 in Bhatiari verschrottet |
| Aegis Scope                              | 1971                                     | 7102596                                  | Ast. Espanoles/ 246                       | Aegis Shipping Company, Athen                     | - |
| Ratna Kirti                              | 1972                                     | -                                        | Ast. Espanoles/ 247                       | Ratnakar Shipping Company, Gandhidham             | ab 23. Juni 1988 in Alang verschrottet |
| Aegis Harvest                            | 1972                                     | 7125146                                  | Ast. Espanoles, Bilbao/ 248               | Aegis Shipping Company, Athen                     | 1985 Panormos Seaman, Juni 1991 gesunken |
| Aegis Wisdom                             | 1972                                     | 7208546                                  | Ast. Espanoles, Bilbao/ 249               | Aegis Shipping Company, Athen                     | 1985 Christine I, 1988 Rachel V, 1992 Angeliki II, ? |
| Aegis Kingdom                            | 1971                                     | -                                        | Ast. Espanoles, Bilbao/ 251               | Aegis Shipping Company, Athen                     | 1980 Shanta Shibani, am 25. Januar 1984 mit Maschinenschaden auf Wake Island gestrandet, ab 29. Januar zur Reparatur nach Ulsan geschleppt, ab 24. Januar 1986 in Sikka aufgelegt und am 30. Dezember 1986 Aufbauten und Maschine beschädigt, weiter aufgelegt |
| Aegis Bravery                            | 1971                                     | 7109910                                  | Ast. Espanoles, Bilbao/ 252               | Aegis Shipping Company, Athen                     | - |
| Aegis Blaze                              | 1972                                     | 7221641                                  | Ast. Espanoles, Bilbao/ 256               | Aegis Shipping Company, Athen                     | 1985 Al Anjum, 1985 Aounallah, 1986 Runner, 1986 Saad, 1996 Firas 1, 1998 Al Faiha A., seit 14. Januar 2011 im Register gelöscht |
| Ratna Manorami                           | 1973                                     | -                                        | Ast. Espanoles/ 257                       | Ratnakar Shipping Company, Gandhidham             | - |
| Marta                                    | 1973                                     | 7305954                                  | Ast. Espanoles, Olaveaga/ 262             | Serenity Shipping Inc.                            | 1982 Prosperity, Wassereinbruch am 3. Februar 1993, in zwei Teile gebrochen und auf Position 06°40'N; 078° 14'E gesunken |
| Irene                                    | 1973                                     | 7319278                                  | Ast. Espanoles, Olaveaga/ 263             | Mustang Maritime Inc.                             | 1980 Med Victory, 1982 Parmenion, 1990 Clelia, am 10. Mai 1993 vor Bhavnagar gestrandet |
| Aegis Sonic                              | 1973                                     | -                                        | Ast. Espanoles/ 270                       | Aegis Shipping Company, Athen                     | - |
| Aegis Heroic                             | 1974                                     | -                                        | Ast. Espanoles/ 271                       | Aegis Shipping Company, Athen                     | - |
| Aegis Atomic                             | 1974                                     | -                                        | Ast. Espanoles/ 272                       | Aegis Shipping Company, Athen                     | - |
| Aegis Doric                              | 1974                                     | -                                        | Ast. Espanoles/ 273                       | Aegis Shipping Company, Athen                     | - |
| Aegis Magic                              | 1974                                     | 7385784                                  | Ast. Espanoles, Bilbao/ 277               | Aegis Shipping Company, Athen                     | 1985 Alpha Magic, 1986 Coppleham Cross, 1987 Mitera Vassiliki, ab Oktober 1996 in Alang verschrottet |
| Aegis Majestic                           | 1974                                     | -                                        | Ast. Espanoles/ 278                       | Aegis Shipping Company, Athen                     | - |
| Aegis Topic                              | 1974                                     | -                                        | Ast. Espanoles/ 279                       | Aegis Shipping Company, Athen                     | - |
| Aegis Cosmic                             | 1975                                     | -                                        | Ast. Espanoles/ 274                       | Aegis Shipping Company, Athen                     | - |
| Aegis Dynamic                            | 1975                                     | -                                        | Ast. Espanoles/ 275                       | Aegis Shipping Company, Athen                     | - |
| Aegis Lyric                              | 1975                                     | -                                        | Ast. Espanoles/ 276                       | Aegis Shipping Company, Athen                     | - |
| Aegis Logic                              | 1975                                     | -                                        | Ast. Espanoles/ 280                       | Aegis Shipping Company, Athen                     | - |
| Aegis Mystic                             | 1975                                     | -                                        | Ast. Espanoles/ 281                       | Aegis Shipping Company, Athen                     | - |
| Ratna Nandini                            | 1975                                     | 7385837                                  | Ast. Espanoles/ 282                       | Ratnakar Shipping Company, Gandhidham             | - |
| Ratna Shobhana                           | 1975                                     | 7385849                                  | Ast. Espanoles/ 283                       | Ratnakar Shipping Company, Gandhidham             | - |
| Lok Vinay                                | 1975                                     | 7392098                                  | Ast. Espanoles/ 284                       | Mogul Line, Bombay                                | - |
| Lok Vivek                                | 1975                                     | 7392103                                  | Ast. Espanoles/ 285                       | Mogul Line, Bombay                                | - |
| Lok Vikas                                | 1975                                     | 7392115                                  | Ast. Espanoles/ 286                       | Mogul Line, Bombay                                | - |
| Aegis Hellenic                           | 1976                                     | -                                        | Ast. Espanoles/ 287                       | Aegis Shipping Company, Athen                     | - |
| Aegis Britannic                          | 1976                                     | -                                        | Ast. Espanoles/ 288                       | Aegis Shipping Company, Athen                     | - |
| Aegis Harmonic                           | 1976                                     | -                                        | Ast. Espanoles/ 289                       | Aegis Shipping Company, Athen                     | - |
| Aegis Practic                            | 1976                                     | 7387146                                  | Ast. Espanoles, Bilbao/ 290               | Aegis Shipping Company, Athen                     | 1984 Semi II, 1986 Ocean Lake, ? |
| Aegis Hispanic                           | 1976                                     | -                                        | Ast. Espanoles/ 291                       | Aegis Shipping Company, Athen                     | - |
| Aegis Athenic                            | 1976                                     | -                                        | Ast. Espanoles/ 292                       | Aegis Shipping Company, Athen                     | - |
| Aegis Ionic                              | 1976                                     | -                                        | Ast. Espanoles/ 293                       | Aegis Shipping Company, Athen                     | - |
| Aegis Baltic                             | 1977                                     | 7397115                                  | Ast. Espanoles, Olaveaga/ 294             | Aegis Shipping Company, Athen                     | 1988 Dimitros, 1994 Helios II, 2006 Aboudi III, 2009 in Alang verschrottet |
| Santa Cruz II                            | 1977                                     | 7406497                                  | Ast. Espanoles, Olaveaga/ 295             | Empresa Líneas Marítimas Argentinas, Buenos Aires | 1994 Ioannis K, 1995 Helikon, am 16. Juli 2003 zum Abbruch in Alang eingetroffen |
| Chubut                                   | 1977                                     | 7406502                                  | Ast. Espanoles, Oleaveaga/ 296            | Empresa Líneas Marítimas Argentinas, Buenos Aires | 1994 Mariachris K, 1995 Heron, 2006 Beirut, 2007 Jaikur I, ab 5. Mai 2011 verschrottet |
| Rio Negro II                             | 1977                                     | 7406514                                  | Ast. Espanoles, Oleaveaga/ 297            | Empresa Líneas Marítimas Argentinas, Buenos Aires | 1994 Georgette K, 1995 Hektor, am 24. Juni 2004 zum Abbruch in Alang eingetroffen |
| Tierra del Fuego II                      | 1977                                     | 7406526                                  | Ast. Espanoles/ 298                       | Empresa Líneas Marítimas Argentinas, Buenos Aires | - |
| Corrientes II                            | 1977                                     | 7406538                                  | Ast. Espanoles/ 299                       | Empresa Líneas Marítimas Argentinas, Buenos Aires | 1995 wegen Rechtsstreit in Rosario festgehalten, 2011 in Ibicuy verschrottet |
| Santa Fe                                 | 1977                                     | 7407594                                  | Empresa Nacional Bazan, San Fernando/ 19? | Empresa Líneas Marítimas Argentinas, Buenos Aires | 1977 Santa Fe II, 1994 Sea Spirit, 2002 in Alang verschrottet |
| Entre Rios II                            | 1977                                     | 7407609                                  | Empresa Nacional Bazan, San Fernando/ 197 | Empresa Líneas Marítimas Argentinas, Buenos Aires | - |
| Chaco                                    | 1978                                     | 7407611                                  | Empresa Nacional Bazan, San Fernando/ 198 | Empresa Líneas Marítimas Argentinas, Buenos Aires | - |
| Formosa                                  | 1978                                     | 7407623                                  | Empresa Nacional Bazan, San Fernando/ 199 | Empresa Líneas Marítimas Argentinas, Buenos Aires | - |
| Misiones II                              | 1979                                     | 7407635                                  | Empresa Nacional Bazan, San Fernando/ 200 | Empresa Líneas Marítimas Argentinas, Buenos Aires | 1995 Australia, 1995 Hermelin, am 3. September 2009 zum Abbruch in Chittagong eingetroffen |
| Jumairah                                 | 1976                                     | 7434248                                  | Union Navale de Levante, Valencia/ 134    | Dubai Maritime Transport Company, Panama          | 1979 Kavo Peiratis, 1995 Herakles, ab 3. März 2006 verschrottet |
| Mishref                                  | 1977                                     | 7434250                                  | Union Navale de Levante, Valencia/ 135    | Dubai Maritime Transport Company, Panama          | 1979 Kavo Matapas, 1988 Ioannis R., 1994 Hero II, 1995 Hero, ab 2. November 2001 in Alang zum Abbruch auf den Strand gesetzt |
| Equasis, grosstonnage                    |                                          |                                          |                                           |                                                   | |